# Courmononcle
Courmononcle est une ancienne commune de l'Aube ; elle a fusionné en 1854 avec Saint-Benoist-sur-Vanne.

## Toponymie

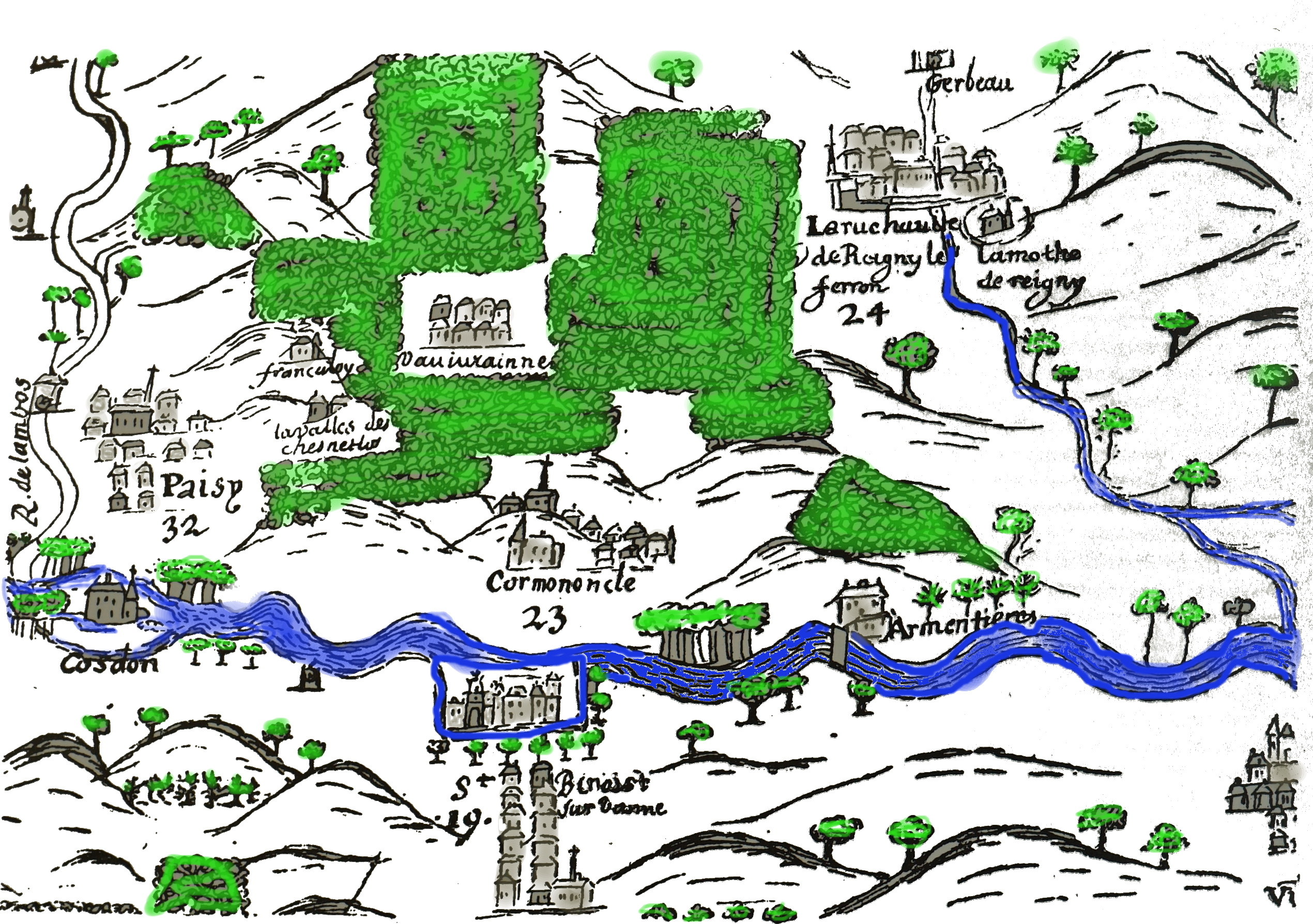
Courmononcle et ses alentours en 1647.

Curia Mononculis ou Curtis Monoculis (en 1163), Cortis Monucule, (en 1172), Cormonuncle (en 1228).
Coumononcle est situé à côté de Saint-Benoist-sur-Vanne entre Troyes et Sens (Yonne), à 32 kilomètres respectivement.
Auparavant, Courmononcle était bien plus important que Saint-Benoist-sur-Vanne mais depuis que le village a brûlé et que la route nationale fut construite, ce fut l’inverse.

## Administration
En 1793, Courmononcle appartenait au canton de Rigny le Ferron puis à celui de Aix-en-Othe en 1801.
| Période                                  | Période             | Identité                | Étiquette | Qualité |
| ---------------------------------------- | ------------------- | ----------------------- | --------- | ------- |
| 1789                                     | 4 Fructidor An II   | François Boitel         |           | curé    |
| 4 Fructidor An II                        | 5 Brumaire An IV    | Edmé Prevost            |           |         |
| 5 Brumaire An IV                         | 15 Pluviôse An VI   | Pierre Augustin Lambert |           |         |
| 15 Pluviôse An VI                        | 24 décembre 1792    | Nicolas Catelier        |           |         |
| 24 décembre 1792                         | 27 Pluviôse An VIII | François Butteau        |           |         |
| 27 Pluviôse An VIII                      | 11 février 1813     | Edme Prevost            |           | médecin |
| 11 février 1813                          | 7 juin 1816         | Louis Hubert Prévost    |           |         |
| 7 juin 1816                              | 1er février 1823    | Petit-Charles Vincent   |           | médecin |
| 1er février 1823                         | 24 mars 1826        | Louis Hubert Prévost    |           |         |
| 24 mars 1826                             | 2 décembre 1848     | Pierre Chossemeir       |           |         |
| 2 décembre 1848                          | 1er janvier 1852    | Edmé Prevost            |           | médecin |
| 1er janvier 1852                         | 14 juin 1854        | Honoré Prevost          |           |         |
| Les données manquantes sont à compléter. |                     |                         |           |         |

### Recensement
| Date | nombre d'habitants |
| ---- | ------------------ |
| 1793 | 109                |
| 1800 | 114                |
| 1806 | 109                |
| 1821 | 95                 |
| 1831 | 92                 |

## Lieux
Elle abrite la Chapelle Saint-Gengould de Courmononcle, qui date du XIIe siècle. Cette chapelle est entourée d’un cimetière qui tombe malheureusement en ruine.

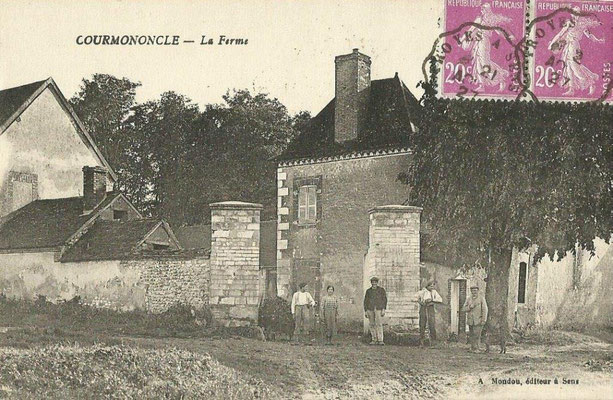
Courmononcle

Il y a une maison forte connue dès 1328, en 1596 lieu seigneurial, clos par des douves et un pont-levis, brulé par les guerres et révolutions civiles. Relevée en 1619 par Louis de Chaumont. Le village est en partie brûlé en 1814 part des cosaques en représailles.
Dès avant la construction de la chapelle, une bâtisse importante, devenue par la suite un château, s’élevait au fond de la vallée, au pied de cette chapelle et au bord des pâtures.
A cet emplacement, vers 1890, M. Fruitier retrouva dans sa propriété les fondations d’une tour, seul vestige de l’ancienne seigneurie de Courmononcle. Ce fut, à l’époque gallo-romaine, l’origine de cette seigneurie, autour de laquelle vinrent se fixer quelques cultivateurs et ouvriers employés au domaine pour la plupart.
En 1543, les droits de la seigneurie sont en plusieurs mains : Claude de Midypour ¼, Jacques de Nausot pour un autre ¼, et la seconde moitié se divise par tiers entre Charles de la Haye, Nicole Poard et Louise des Essarts, et dans l’énumération des biens figure la « maison seigneuriale ».
Pendant tout le XVIe siècle, la Seigneurie de Courmononcle passe et se partage : en 1596, Etienne de Saint-Paulen possède un quart et demi, le reste se partage entre Louis de Chaumont, Jehan le Masson et les héritiers de Claude de Midy.
En 1601, c’est Louis de Chaumont, seigneur de Royainvilliers qui demeure à Courmononcle. Dès 1608, par rachat de ces diverses parts de droits, Louis de Chaumont devient seul seigneur de Courmononcle.
Sous un possesseur unique, les ruines disparaissent en 1619, le château est reconstruit.
En 1652, la fille d’Amayry, dame de Sacey, veuve de Christophe de Sommermont, fait don de tous ses biens, dont la seigneurie de Cormononcle à une de ses filles, épouse de Charles de la Grange de Villedonne. En 1691, au décès de Madeleine de Bretel, veuve de Joachim de la Grange de Villedonne, revient à l’aîné de ses enfants Charles, François, au service du Roi, capitaine d’une compagnie de Chevaux au Régiment de Rennepont. À sa mort en 1755, il laisse à ses 4 filles la seigneurie. Or, le château de Saint-Benoît était occupé par le frère aîné, qui possédait aussi celui de Courmononcle. Ce châtelain de Saint-Benoît, était le Vicomte Nicolas François Pomponne, comte de Vienne, ancien capitaine au Régiment de Saintonge. Le domaine appartient ensuite à sa fille mariée à Nicolas René Peschard, baron de Le Voncourt, Chevalier d’Ambly, Seigneur de Saint-Benoît.
C’est la fin de la seigneurie de Courmononcle, la nuit du 4 août, qui en supprimera le titre, et, du vieux château, les fossés disparaîtront presque totalement.
En 1814, les armées et les Cosaques, par l’imprudence d’un habitant qui aurait tiré sur une estafette russe, occasionnent l’incendie d’une partie du village. À partir de cette époque, le village dépérit. Le nombre des habitants tombe en dessous de 100.
En juin 1854, Courmononcle est réuni à Saint-Benoît-sur-Vanne.
La seigneurie de Courmononcle était un fief mouvant de la baronnie de Villemaur qui relevait elle-même du duché d’Estissac, alors au marquis de la Rochefoucauld Liancourt.

En 1793, Courmononcle appartenait au canton de Rigny-le-Ferron puis à celui de Aix-en-Othe en 1801.

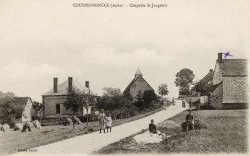
Maisons qui entourent La Chapelle de Courmononcle

Aujourd’hui Courmononcle n’est plus une commune mais une simple partie de Saint-Benoist-sur-Vanne, il reste tout de même quelques bâtiments qui constitue un petit village : la Prévôté (anciennement mairie de Courmononcle) et Vencoulie (ancienne ferme transformé en maison) qui sont des noms d’époque. Il existe également une ferme et un lavoir.
En suivant la route vers le Sud, se trouve un Château d’Eau.
Entre Courmononcle et Saint-Benoist-sur-Vanne se trouve un pont accompagné d'un moulin et de son lavoir.